# Ex de verdad
"Ex de verdad" é uma canção da dupla americana de música pop Ha*Ash. Foi lançado pela Sony Music Latin em 25 de maio de 2015 como single. É o terceiro single do primeiro álbum ao vivo Primera fila: Hecho realidad (2014).

## Composição e desempenho comercial
Foi lançado oficialmente como o terceiro single do primeiro álbum ao vivo das irmãs, em 11 de maio de 2015. "Ex de verdad" foi escrito por Ashley Grace, Hanna Nicole e Beatriz Luengo enquanto George Noriega e Tim Mitchell produziu a música. A canção atingiu a primeira posição da mais ouvida nas rádios do México.
O tema é baseado na "comparação de um relacionamento", neste caso, a diferença entre o ex-namorado de Ashley Grace e o ex-namorado de sua melhor amiga. Enquanto o ex-namorado de Ashley a tratava mal, a de sua amiga era o oposto. Na música você fala sobre pedir ao seu namorado que seja ruim, para tornar mais fácil esquecer.

## Vídeo musical
O vídeo musical de "Ex de verdad" foi filmado na Estudios Churubusco, México e dirigido pelo produtor Nahuel Lerena e foi lançado em 25 de  maio de 2015 na plataforma YouTube no canal oficial de Ha*Ash. O vídeo mostra as irmãs tocando a música ao vivo na frente de um público.

### Versão En vivo
O videoclipe gravado para o álbum ao vivo En vivo, foi lançado em 6 de dezembro de 2019. O vídeo foi filmado em Auditório Nacional em Cidade do México, no dia 11 de novembro de 2018.

## Desempenho nas tabelas musicais
| Tabela musical (2015)             | Maior posição |
| --------------------------------- | ------------- |
| México - (Mexico Espanol Airplay) | 33            |
| México - (Monitor Latino)         | 1             |

| Tabela musical (2015)     | Posição |
| ------------------------- | ------- |
| México - (Monitor Latino) | 29      |

## Vendas e certificações
| Região | Certificação     | Vendas/distribuição |
| --- | ---------------- | ------------------- |
| México (AMPROFON) | 4× Platina+ Ouro | 270,000 ^           |
| *vendas baseadas apenas na certificação ^distribuições baseadas apenas na certificação ‡dados de streaming baseados somente em certificação |                  |                     |

## Prêmios
| Ano  | Cerimônia            | Nomeação          | Resultado |
| ---- | -------------------- | ----------------- | --------- |
| 2017 | Vevo Certified Award | 100 000 000 views | Venceu    |

## Histórico de lançamento
| Região       | Data               | Formato          | Gravadora        | Ref.  |
| ------------ | ------------------ | ---------------- | ---------------- | ----- |
| Mundialmente | 25 de maio de 2015 | Digital download | Sony Music Latin | [ 1 ] |